# Dieter Exter
Dieter Exter (* 4. März 1955; † 17. April 2019) war ein deutscher Radiomoderator.

## Werdegang
Exter wuchs in Hessisch Lichtenau auf. Später arbeitete er zunächst beim Bundesgrenzschutz und als Exportkaufmann. Mit Anfang 20 begann er bei WDR 2 und hr3. Es folgte rasch der Wechsel zu SR 1 Europawelle, wo Exter der dienstälteste Moderator und praktisch in allen Sendungen zu hören war. Ab Anfang 2007 moderierte er die Abendsendung Exters Musikwelt, die vor allem auf Hörerbeteiligung setzte. Daneben moderierte er seit 2009 in unregelmäßigen Abständen die SR1-Lounge an Samstag-Abenden. Seit September 1998 war Exter auch DJ der wöchentliche Hitparade, die zuerst TOP und dann SR 1 Hörercharts hieß, mit mittlerweile fast 550 Ausgaben. Nach einer Programmreform im August 2011 moderierte Exter weniger Sendungen bei SR1, dafür war er regelmäßig im Wechsel mit Nadja Dominik und Frank Hofmann in der ARD-Hitnacht von SR3 Saarlandwelle zu hören, die seit 4. Oktober 2011 den ARD-Nachtexpress und den ARD-Radiowecker ersetzte. Seit Januar 2018 produzierte der NDR die ARD-Hitnacht und seit Januar 2021 kommt sie vom MDR.
Dieter Exter starb überraschend am 17. April 2019 im Alter von 64 Jahren. Am Abend zuvor war er noch in seinem Format „Absolut Musik“ auf Sendung.